# سوخو (سوئد)
شهر سوخو (به سوئدی: Sävsjö) (با تلفظ فتح سین و سکون واو) در ناحیه شهری سوخو (سوئد) در کشور سوئد واقع شده‌است. جمعیت این شهر ۵۱۲۲ است.
سوخو در خط اصلی راه آهن بین استکهلم و مالمو قرار دارد . فاصله آن تا مالمو حدود ۲۲۰ کیلومتر است این شهر در استان یونشوپینگ قرار دارد

## پیشینه
بنیانگذاری سوخو با افتتاح ایستگاه قطار سوخو  در تاریخ ۱ اکتبر ۱۸۶۴همزمان است. در آن زمان سوخو چیزی بیش از چند خانه نبود، اما با جذب راه آهن شروع به گسترش کرد و هم صنایع و هم ساکنان را جذب کرد. این شهرک با وسعت ۱.۵۶ کیلومتر مربع آن در سال ۱۹۱۷ دارای ۱۴۸۱ نفر بود که در آن زمان چندین صنعت کوچک در آنجا مستقر شدند که مهمترین آنها نجار و سایر صنایع چوب بود و همچنین یک بانک، یک داروخانه و یک اداره پست نیز وجود داشت.
در سال ۱۹۴۷، شهرداری های روستایی نورا لیونگا و والسلیو که محل سکونت در آنها واقع شده بود، ترکیب شدند و شهر سوخو را تشکیل دادند . از زمان اصلاحات حکومت محلی در سال ۱۹۷۱، سوخو مقر شهرداری بسیار بزرگتر سووشیو است . سوئدی مهاجر جوناس برانک ، بنیانگذار محله برانکس، نیویورک، در خارج از شهر سوخو امروز در دهکده کومستا متولد شد.